# Mohammad Talaji
Mohammad Talaji (pers. محمد طلايى; ur. 7 kwietnia 1973 w Isfahanie) – irański zapaśnik w stylu wolnym. Dwukrotny olimpijczyk. Szósty w Atlancie 1996 w wadze 57 kg i czwarty w Sydney 2000 w kategorii 63 kg.
Siedmiokrotny uczestnik mistrzostw świata, zdobył trzy medale, w tym złoto w 1997.
Brązowy medal na igrzyskach azjatyckich w 1998. Dwukrotny brązowy medalista mistrzostw Azji w 1996 i 1997. Trzeci w Pucharze Świata w 1995 roku. Złoty medal Igrzysk Dobrej Woli w 1998.